# Georges Maillard
Pour les articles homonymes, voir Maillard.
Georges Maillard, né le 18 août 1837 à Versailles et mort le 1er avril 1897 à Paris 9e, est un journaliste et dramaturge français.

## Biographie
Né le 18 août 1837 au no 3 de la rue Royale, à Versailles, Charles-Edmond Maillard, dit Georges Maillard, est le fils d'Edmée-Clémence Lavocat et de Charles-François Maillard, vétérinaire. Il est le frère aîné du capitaine Paul Maillard (1839-1895), chevalier de la Légion d'honneur.
Tout d'abord employé au ministère du Commerce, il quitte l'administration au bout de trois ans et entre dans le journalisme en rédigeant des chroniques locales pour le Progrès de Lyon. Il écrit aussi dans le Boulevard, le Tintamarre et travaille autour de 1863 à la Gazette des étrangers. Il se fait surtout connaître dans la seconde moitié des années 1860 en collaborant à L’Événement et au Figaro, où il utilise le pseudonyme Darmailly. Le directeur de ces deux derniers journaux est Hippolyte de Villemessant, qui surnomme Maillard « Col-de-Zinc » en raison de ses faux-cols.
En avril-mai 1868, Maillard est le rédacteur en chef d'une revue littéraire, La Fronde. Celle-ci cesse de paraître après cinq numéros, victime de la censure du Second Empire, probablement à cause d'un texte humoristique au sujet d'un certain « Pamphile », dans lequel on pouvait reconnaître le prince Napoléon,.
Il collabore par la suite au Pays, au Gaulois et au Paris-Journal d'Henry de Pène. Il rédige aussi des romans, des contes et des pièces de théâtre. À la fin de sa vie, il signe quelques chroniques d'actualité dans le Gil Blas.
Tombé dans la misère et désespéré, il se suicide d'un coup de revolver à la tempe le 1er avril 1897, dans une chambre d'hôtel au no 8 de la rue de Navarin. Malgré la volonté du défunt d'être inhumé dans une sépulture de famille à Maisons-Alfort, l'enterrement de Maillard a lieu au cimetière parisien de Saint-Ouen, son exécuteur testamentaire, Étienne Carjat, n'ayant pu obtenir les autorisations nécessaires à l'ouverture du caveau de Maisons-Alfort.

## Œuvres de Georges Maillard
- Le Deuil de l'amour, 1863.
- La Roche-Cardon, 1871.
- Le Livre de ma sœur Anne, Paris, Dentu, 1879.
- L'Organiste, 1883.
- La Tessi, drame, 1887.